# Yu Yangyi
Yu Yangyi (chinesisch 余泱漪; Yú Yāngyī; * 8. Juni 1994 in Huangshi, Provinz Hubei) ist ein chinesischer Schachgroßmeister.

## Leben
Yu Yangyi erreichte bei der U-10-Weltmeisterschaft in Kallithea (Chalkidiki) 2003 den geteilten 2.–5. Platz, nach der Feinwertung wurde er Fünfter, ein Jahr später 2004 in Iraklio erreichte er den 1.–4. Platz, nach der Feinwertung wurde er Erster und damit U-10-Weltmeister. Bei der 8. offenen asiatischen Meisterschaft in Subic im Mai 2009 wurde er Fünfter mit einer Elo-Performance von 2693. Damit erfüllte er die erste Großmeisternorm und qualifizierte sich für den Schach-Weltpokal. Beim 2. Internationalen Subic Open, bei dem er nach nur einem Tag Pause spielte, wurde er mit einer Elo-Performance von 2653 Neunter und erfüllte seine zweite GM-Norm. In knapp drei Wochen erreicht er den Großmeister-Titel, da er mit diesen Ergebnissen auch die Elo-Grenze von 2500 überschritt. Beim Schach-Weltpokal 2009 in Chanty-Mansijsk schaltete er in der ersten Runde Sergej Movsesjan aus, einen Spieler der engeren Weltelite mit einer Elo-Zahl von damals 2718. In der zweiten Runde war seine Aufgabe einfacher, Mateusz Bartel hatte damals eine Elo-Zahl von 2618. Gegen ihn siegte er mit 1,5:0,5. In der dritten Runde schied er gegen Maxime Vachier-Lagrave aus (Elo 2718): Yu Yangyi verlor mit 0,5:1,5. Beim Aeroflot Open in Moskau 2011 wurde er in der Gruppe E Dritter von 582 Spielern. Mit einem Tag Pause spielte er in der Gruppe A, hier erreichte er den fünften Platz mit einer Elo-Performance von 2762. Im Mai 2011 gewann er ein Turnier in Danzhou, bei dem die gesamte chinesische Spitze am Start war, mit 7 Punkten aus 9 Partien und einer Elo-Performance von 2880.
2013 gewann er in İzmit mit 11 Punkten aus 13 Partien die Juniorenweltmeisterschaft U20. 2014 gewann er in Xinghua die chinesische Landesmeisterschaft mit 7 Punkten aus 11 Partien dank besserer Feinwertung vor Ding Liren. Außerdem siegte er in Schardscha bei der Asienmeisterschaft im Blitzschach. Bei der Schacholympiade 2014 spielte er für die siegreiche chinesische Mannschaft und gewann mit 9,5 Punkten aus 11 Partien die Goldmedaille für die beste Leistung am dritten Brett. Im Dezember 2014 gewann er das Qatar Masters Open mit 7,5 Punkten aus 9 Partien. Beim Qatar Masters Open im Dezember 2015 teilte er mit 7 Punkten aus 9 Partien den Spitzenplatz mit Weltmeister Carlsen, unterlag diesem dann im Stechen per Blitzpartie mit 0:2.
Yu Yangyi trägt seit 2009 den Titel des Großmeisters ohne vorher Internationaler Meister gewesen zu sein.

## Elo-Entwicklung
| Hier fehlt eine Grafik, die leider im Moment aus technischen Gründen nicht angezeigt werden kann. Wir arbeiten daran! |

## Nationalmannschaft
Yu Yangyi gewann mit der chinesischen Mannschaft die Schacholympiade 2014, bei der er außerdem das beste Einzelergebnis am dritten Brett erreichte. Mit China erreichte er ferner zweite Plätze bei den Mannschaftsweltmeisterschaften 2011 und 2013 und gewann die asiatischen Mannschaftsmeisterschaften 2012 und 2014. Die Schacholympiade 2018 konnte Yangyi als Teil der chinesischen Nationalmannschaft erneut gewinnen.

## Vereine
In der chinesischen Mannschaftsmeisterschaft spielt Yu Yangyi seit 2007 für Beijing, mit denen er 2011 und 2015 Meister wurde.